# Mặt Trời Tối (vua Maya)
Mặt Trời Tối (tại vị trong năm 810) là một nhà vua Maya ở thành phố Tikal. Ông đã tại vị vào khoảng năm 810 và có lẽ là con trai của Nuun Ujol K'inich. Lăng mộ được liên kết  đến Mặt Trời Tối là Bia đá 24; Bàn thờ 7; Đền thờ 3; Vòm đá 2?.